# Delosperma macrostigma
Delosperma macrostigma är en isörtsväxtart som beskrevs av L. Bol.. Delosperma macrostigma ingår i släktet Delosperma, och familjen isörtsväxter. Inga underarter finns listade i Catalogue of Life.